# كات غرين
كات غرين (بالإنجليزية: Kat Green)‏ هي ملحنة وكاتبة سيناريو وممثلة أمريكية، ولدت في القرن العشرين.

## وصلات خارجية
- كات غرين على موقع IMDb (الإنجليزية)
- كات غرين على موقع قاعدة بيانات الفيلم (الإنجليزية)